# Hilo, Hawai'i
Hilo (pronunțat / hi.lo /) este un oraș de coastă din statul Hawaii. Aceasta este cea mai mare localitate de pe insula Hawaii. Populația era de 40.759 de locuitori la recensământul din anul 2000.

## Reședință de comitat
Hilo este reședința comitatului Hawaii, fiind mărginit de golful Hilo. Se află relativ aproape de vulcanii Mauna Loa, considerat activ, și Mauna Kea, considerat stins.
1. ↑  2016 U.S. Gazetteer Files